# 第33回サターン賞
第33回サターン賞（だい33かいサターンしょう）は、2006年の優秀なサイエンスフィクション・ファンタジー映画・ホラー映画・アクション映画・アドベンチャー映画に贈られる賞である。2007年2月にノミネートが発表され5月に受賞結果が発表された。
以下は、ノミネートと受賞の全リストである。 太字は受賞者、受賞作品である。

## 映画賞

### SF映画賞
- トゥモロー・ワールド
- デジャヴ
- ファウンテン 永遠につづく愛
- プレステージ
- Vフォー・ヴェンデッタ
- X-MEN:ファイナル ディシジョン

### ファンタジー映画賞
- シャーロットのおくりもの
- エラゴン
- ナイト ミュージアム
- パイレーツ・オブ・カリビアン/デッドマンズ・チェスト
- 主人公は僕だった
- スーパーマン リターンズ

### ホラー映画賞
- ファイナル・デッドコースター
- ホステル
- ソウ3
- スリザー
- スネーク・フライト
- ディセント

### アクション/アドベンチャー/スリラー映画賞
- 007 カジノ・ロワイヤル
- フライボーイズ
- M:i:III
- あるスキャンダルの覚え書き
- パフューム ある人殺しの物語
- ディパーテッド

### インターナショナル映画賞
- パンズ・ラビリンス
- 王妃の勲章
- アポカリプト
- SPIRIT
- グエムル-漢江の怪物-
- 硫黄島からの手紙

### アニメ映画賞
- スキャナー・ダークリー
- カーズ
- マウス・タウン ロディとリタの大冒険
- ハッピー フィート
- モンスター・ハウス
- 森のリトル・ギャング

### 主演男優賞
- ブランドン・ラウス  - 『スーパーマン リターンズ』
- ダニエル・クレイグ  - 『007 カジノ・ロワイヤル』
- トム・クルーズ - 『M:I:III』
- ウィル・フェレル - 『主人公は僕だった』
- ヒュー・ジャックマン  - 『ファウンテン 永遠につづく愛』
- クライヴ・オーウェン - 『トゥモロー・ワールド』

### 主演女優賞
- ケイト・ボスワース - 『Vフォー・ヴェンデッタ』
- ジュディ・デンチ - 『あるスキャンダルの覚え書き』
- マギー・ギレンホール - 『主人公は僕だった』
- シャウナ・マクドナルド - 『ディセント』
- レネー・ゼルウィガー - 『ミス・ポター』
- ナタリー・ポートマン - 『Vフォー・ヴェンデッタ』

### 助演男優賞
- ベン・アフレック - 『ハリウッドランド』
- ケルシー・グラマー - 『X-MEN:ファイナル ディシジョン』
- フィリップ・シーモア・ホフマン - 『M:I:III』
- セルジ・ロペス - 『パンズ・ラビリンス』
- ジェームズ・マースデン - 『スーパーマン リターンズ』
- ビル・ナイ - 『パイレーツ・オブ・カリビアン/デッドマンズ・チェスト』

### 助演女優賞
- ケイト・ブランシェット - 『あるスキャンダルの覚え書き』
- エヴァ・グリーン - 『007 カジノ・ロワイヤル』
- レイチェル・ハード＝ウッド - 『パフューム ある人殺しの物語』
- ファムケ・ヤンセン - 『X-MEN:ファイナル ディシジョン』
- パーカー・ポージー - 『スーパーマン リターンズ』
- エマ・トンプソン - 『主人公は僕だった』

### 若手俳優賞（子役賞）
- イヴァナ・バケロ - 『パンズ・ラビリンス』
- トリスタン・レイク・リーブ - 『スーパーマン リターンズ』
- コ・アソン - 『グエムル-漢江の怪物-』
- ミッチェル・ムッソ - 『モンスター・ハウス』
- ジョデル・フェルランド - 『ローズ・イン・タイドランド』
- エド・スペリーアス - 『エラゴン 遺志を継ぐ者』

### 監督賞
- J・J・エイブラムス - 『M:I:III』
- アルフォンソ・キュアロン - 『トゥモロー・ワールド』
- ギレルモ・デル・トロ - 『パンズ・ラビリンス』
- メル・ギブソン - 『アポカリプト』
- ブライアン・シンガー - 『スーパーマン リターンズ』
- トム・ティクヴァ - 『パフューム ある人殺しの物語』

### 脚本賞
- トム・ティクヴァ、アンドリュー・バーキン - 『パフューム ある人殺しの物語』
- アンドリュー・アダムソン、クリストファー・マーカス、スティーヴン・マクフィーリー  - 『パンズ・ラビリンス』
- マイケル・ドハティ、ダン・ハリス - 『スーパーマン リターンズ』
- ザック・ヘルム - 『主人公は僕だった』
- ニール・パーヴィス、ロバート・ウェイド - 『007 カジノ・ロワイヤル』
- ウォシャウスキー兄弟 - 『Vフォー・ヴェンデッタ』

### 音楽賞
- 007 カジノ・ロワイヤル
- スーパーマン リターンズ
- モンスター・ハウス
- X-MEN:ファイナル ディシジョン
- フライボーイズ
- パフューム ある人殺しの物語

### 衣装デザイン賞
- イリュージョンVS
- 王妃の紋章
- パイレーツ・オブ・カリビアン/デッドマンズ・チェスト
- X-MEN:ファイナル ディシジョン
- フライボーイズ
- Vフォー・ヴェンデッタ

### メイクアップ賞
- ヒルズ・ハブ・アイズ
- ディセント
- パンズ・ラビリンス
- スリザー
- パイレーツ・オブ・カリビアン/デッドマンズ・チェスト
- テキサス・チェーンソー ビギニング

### 特殊効果賞
- X-MEN:ファイナル ディシジョン
- ファウンテン 永遠につづく愛
- M:I:III
- シャーロットのおくりもの
- パイレーツ・オブ・カリビアン/デッドマンズ・チェスト
- スーパーマン リターンズ